# Институт физико-химических и биологических проблем почвоведения РАН
Институт физико-химических и биологических проблем почвоведения РАН (ИФХиБПП РАН) — российский научно-исследовательский институт, основными направления исследований являются: физико-химические и биологические процессы почвообразования, пространственно-временная организация почв.
Официальные названия: ИАП АН СССР (с 1970), ИПФС АН СССР (с 1982), ИФПБ РАН (с 1998), ИФХиБПП РАН (с 2000).
Приоритетными проблемами Института являются воздействия глобальных климатических изменений на эволюцию почвенного покрова, роль почв в стоке и эмиссии парниковых газов, физико-химические и биологические процессы почвообразования.

## Современная структура
В настоящее время в структуру института входят 8 исследовательских лабораторий и 1 научно-вспомогательное подразделение. В институте работают 20 докторов и более 60 кандидатов наук.
- Первый блок научных исследований института — исследования биосферных функций почвенного покрова, который в значительной степени регулирует состав атмосферы и является вместилищем питательных веществ для растений и микроорганизмов. Почва является своеобразным буфером, препятствующим резкому изменению в атмосфере концентрации так называемых парниковых газов, которые играют главную роль в формировании глобальной климатической обстановки. Современное изменение климата напрямую связано с разбалансированностью глобального круговорота углерода вследствие небывалого роста промышленных выбросов углеродсодержащих парниковых газов. На повестке дня установление мер ответственности разных государств за состоянием углеродного баланса на территориях под юрисдикцией этих государств. Сотрудниками Института доказано, что Россия со своими лесными массивами однозначно является экологическим донором, то есть поглощение углекислого газа на её территории значительно превышает его выбросы. Ведущая лаборатория ИФХиБПП РАН активно продолжает изучение биогенного баланса углекислого газа. Связанный с проблемой парниковых газов прогноз возможных изменений экосистем из-за глобального потепления климата разрабатывается методами математического моделирования в лаборатории моделирования экосистем.
- Второй блок — исследования палеопочв геологического и исторического прошлого нашей планеты. Уникальная особенность биосферы — сохранение детальных палеопочвенных архивов (тысячи и миллионы лет) прошлых изменений климата, окружающей среды и жизни на Земле. В рамках этой проблемы активно проводятся исследования с учреждениями Российской Федерации и международными партнерами (Великобритании, Италии, Канада, США). Получены данные о закономерностях плейстоценовой и голоценовой динамики климата, почвенно-растительного покрова в семиаридных и аридных областях Евразии. Уникальны и характеризуются абсолютной новизной исследования палеопочв палеозоя (300—400 млн лет назад) на территории Восточно-Европейской платформы дающие представление о начальных этапах почвообразования на Земле, эволюции педосферы и биосферы. Совместно с археологами специалисты Института исследуют почвы археологических памятников эпохи бронзы, раннего железного века и средневековья. Использование комплекса методов почвоведения при изучении погребенных почв и культурных слоев древних поселений позволяет раскрыть многие стороны жизни древнего человека, его бытовую и производственную деятельность, взаимоотношения с окружающей средой. Археологическое почвоведение как новое научное направление зародилось здесь, в стенах ИФХиБПП РАН и сегодня является одной из «визитных карточек» Института.
- Третий блок — исследование почв криолитозоны. 70 % почв России располагается в районе вечной мерзлоты. Ведутся исследования на Колыме, Камчатке, Чукотке, Антарктиде, шельфе Арктики (здесь ведутся совместные изыскания с учёными Новой Зеландии, США). Новым направлением в данном блоке является астробиология, исследование вероятности существования внеземных форм жизни во Вселенной. Учёные прорастили семена растений, пролежавших в вечной мерзлоте сотни тысяч лет. Исследования в этой области необходимы для понимания свойств и «поведения» почв в экстремальных условиях. Важность изучения криоконсервации трудно переоценить: образцы «мёрзлых» грунтов летают в космос с выделенными микроорганизмами. В ходе трёх конференций (в том числе одной европейской) в ИФХиБПП РАН были рассмотрены работы не только по почвам Земли, но и исследования по Марсу.

## История
В апреле 1967 года по инициативе В. А. Ковды Президиумом АН СССР было принято постановление «О развитии научно-исследовательских работ в области агрохимии и почвоведения», где отмечалось, что «в целях дальнейшей разработки теоретических проблем агрохимии, почвоведения и мелиорации считать необходимым организацию Института агрохимии и почвоведения с размещением его в г. Пущино, начиная с 1969 года, и строительством лабораторных корпусов с 1971 года».
В январе 1968 года в составе Института биохимии и физиологии микроорганизмов (ИБФМ) АН СССР был организован Отдел почвоведения, агрохимии и комплексных мелиораций почв. Руководство отделом было возложено на чл.-корр. АН СССР В. А. Ковду. Среди первых сотрудников Отдела были В. В. Буйлов, М. С. Соколов, С. В. Бойко, И. К. Антипов, М. Н. Польский, В. Н. Кудеяров, Б. Н. Золотарева, И. И. Скрипниченко и др. Для научного руководства исследованиями в области агрохимии был приглашён выдающийся учёный-агрохимик, чл.-корр. АН СССР А. В. Соколов.
29 октября 1970 года Президиум АН СССР постановил организовать Институт агрохимии и почвоведения АН СССР (ИАП) и подчинить его в научно-организационном отношении Отделению биохимии, биофизики и химии физиологически активных соединений АН СССР. Организатором и первым директором института стал чл.-корр. АН СССР В. А. Ковда. Для работы в институте были приглашены профессора О. В. Макеев, А. В. Петербургский, Е. В. Лобова.
В 1974 году совместно с МГУ им. М. В. Ломоносова и Почвенным институтом им. В. В. Докучаева в г. Москве институтом был организован и проведён X Международный конгресс почвоведов (только иностранных участников было около 1500 человек).
В 1982 году Институт агрохимии и почвоведения АН СССР был объединён с Институтом фотосинтеза АН СССР в Институт почвоведения и фотосинтеза АН СССР (ИПФС). Директором объединённого института с 1982 по 1988 гг. был профессор М. С. Кузнецов, с приходом которого в ИПФС были развёрнуты ранее не проводившиеся исследования по эрозии почв, для чего были приглашены новые специалисты.
В 1988 году Институт почвоведения и фотосинтеза возглавил профессор В. И. Кефели, специалист в области физиологии и биохимии растений. Институт приступил к научной разработке теоретической проблемы «растение — почва».
В 1996 году по инициативе В. А. Шувалова ИПФС был переименован в Институт фундаментальных проблем биологии Академии наук.
Постановлением № 60 от 16 марта 1999 года из состава Института фундаментальных проблем биологии РАН был выделен Отдел почвоведения для создания на его базе Института физико-химических и биологических проблем почвоведения РАН (ИФХиБПП). Обязанности директора-организатора были возложены на В. Н. Кудеярова.